# Лозница (община)
Вижте пояснителната страница за други значения на Лозница.
Община Лозница е разположена в Североизточна България и е една от съставните общини на област Разград.

## География

### Географско положение, граници, големина
Общината е разположена в южната част на област Разград. С площта си от 240,613 km2 заема 6-о, предпоследно място сред 7-те общини на областта, което съставлява 9,9% от територията на областта. Границите ѝ са следните:
- на северозапад – община Разград;
- на североизток – община Самуил;
- на изток – община Хитрино, област Шумен;
- на юг – община Търговище, област Търговище.

### Природни ресурси

#### Геоложки строеж
Дунавската платформа е играла относително пасивна роля спрямо нагъвателните процеси в Старопланинската геосинклинала. За нея са характерни платформеният тип тектонични движения – бавни, продължителни и диференцирани колебания на земната кора, придружени с разломяване на някои нейни части. Установено е съществуването на плоска, с голям радиус на захранване коруба, наречена Разградско-Самуилска. Тя се очертава като изявена регионална структура в Източната подобласт. Палеозойският цикъл по темето на Разградско-Самуилската подутина лежи на 800 – 1000 m под земната повърхност. Баремските и аптиските мергили и варовици се разкриват по бедрата на подутината (склоновете на Разградските и Самуилските височини). Долнокредитни дебелослойни варовици бронират отвесните брегове на Суха река и Бели Лом. Широкото разпространение на варовиците, голямата им мощност и зонално разположение благоприятстват развитието на карстови процеси. Самарско-Понтийската денудационна повърхност дава началото на съвременната морфоструктура. Льосонавяването е замаскирало старите ерозионни и карстови форми и е прикрило Самарско-Понтийската повърхност с льос. Мощността на льосовата повърхност е от 5 до 20 m.

#### Релеф
Община Лозница се намира в южната част на Източната Дунавска равнина. Релефът на общината е предимно хълмист, със средна надморска височина около 370 m. Северозападните райони на общината, на запад от долината на река Бели Лом са заети от южните разклонения на Разградските височини. В тях, на 2 km северозападно от село Сейдол, на границата с Област Търговище се намира най-високата ѝ точка – около 470 m. На изток и североизток от долината на Бели Лом в пределите на общината попадат крайните южни части на Самуиловските височини. Тук североизточно от село Веселина надморската височина достига до 450 m.
Югоизточно от село Чудомир, в коритото на река Керизбунар е най-ниската ѝ точка – 174 m н.в.

#### Води
Територията на община Лозница попада на границата между два водосборни басейна. Районът на север от линията между селата Сейдол, Синя вода, Ловско и Крояч се отнася към водосборния басейн на река Дунав. Тук протича горното течение на река Бели Лом (дясна съставяща на Русенски Лом, десен приток на Дунав). Реката води началото си от най-високата част на Разградските височини, западно от село Островче (община Разград) и след около 5 km западно от село Манастирско навлиза в община Лозница. Тече в източна посока, минава северно от село Синя вода и северно от село Ловско излива водите си в големия язовир Бели Лом. След като изтече от язовира рязко завива на северозапад, където долината ѝ служи за граница между Разградските (на запад) и Самуиловските височини (на изток). Северно от село Каменар напуска пределите на общината и навлиза в Община Разград.
Районът южно от по-горе посочената линия спада към водосборния басейн на река Камчия. Тук, в крайния югоизток на общината през селата Тръбач и Чудомир протича част от горното течение на река Керизбунар (ляв приток на река Врана, която е ляв приток на река Голяма Камчия).

#### Климат
Местният климат носи типичните белези на източноевропейският: с малко валежи и относително студена зима за съответната ширина. Лятото е горещо и тогава падат максималните валежи. Средна годишна амплитуда на температурата е 22 – 24 °C. Пролетта и есента имат характер на преходни сезони, като есента е по-хладна от пролетта. В района преобладават западните и по-малко североизточни и източни ветрове. Средната годишна скорост на вятъра е сравнително малка – 1 м/сек. Най-силни ветрове духат през зимата и началото на пролетта, а най-слаби – през лятото и есента. Характерна особеност е сравнително честата и интензивната поява на фьон.
По-важни климатични данни за общината:
- атмосферно налягане 975, 6 hPa
- средна годишна температура 11,6 °C
- средна януарска температура -1,6 °С
- максимална абсолютна температура 36,5 °C (17.07.2001)
- минимална абсолютна температура -13,5 °C (18.12.2001)
- годишна сума на валежите 504 л/м2
- относителна влажност на въздуха 68 %
- средногодишна облачност 5 бала

#### Почви
Според почвената зоналност на България /Танов, 1957 г./ територията на община Лозница попада в Лудогорски район на Дунавската подобласт към Северната почвена провинция. Това е хълмисто-предпланинския пояс на дъбовите гори на Мизийската горно растителна област. Почвообразуващата скала на този район е главно типичен и глинясъл льос. Най-широко разпространени са излужените черноземи и деградиралите тъмносиви горски почви. Малки площи карбонатни черноземи се намират в съседство с долините на р. Бели Лом. Генетично най-младите почви: ливадно-черноземните, алувиално-ливадните и делувиално-ливадните са развити в речните долини и между ридовите понижения.

#### Природни забележителности
На територията на община Лозница, в землището на село Гороцвет се намира защитената местност Курията, с площ около 30 дка. Вековната дъбова гора е в добро състояние. РИОСВ, Русе и Община Лозница извършват съвместно периодични проверки и постоянен контрол по опазване на вековните дървета. Тук в местността „Елаците“, имот кад. № 059001 се намира и единственото в общината находище на пролетен гороцвет. Пролетният гороцвет, който вирее в тази местност, е включен в Заповед № РД-83/30 януари 2004 г. на министъра на околната среда и водите относно специалния режим на опазване и ползване на лечебните растения през 2004 г., по силата на която е забранено ползването му от естествени находища на територията на цялата страна.
В землището на с. Манастирско, местността Каваклък има 14 вековни дървета – зимен дъб и цер. Всички те са в добро състояние.

### Населени места
Общината се състои от 16 населени места. Списък на населените места, подредени по азбучен ред, население и площ на землищата им:
| Населено място | Пребр. на населението през 2021 г. | Площ на землището (в км2) | Забележка (старо име) | Населено място | Пребр. на населението през 2021 г. | Площ на землището (в км2) | Забележка (старо име) |
| Бели Лом       | 571                                | 19,808                    | Дуран                 | Манастирско    | 131                                | 7,459                     | Теке махла            |
| Веселина       | 739                                | 21,481                    | Кара гьоз             | Манастирци     | 240                                | 12,119                    | Чукур къшла, Теке     |
| Гороцвет       | 324                                | 18,641                    | Ютюклер               | Сейдол         | 481                                | 13,406                    |                       |
| Градина        | 245                                | 14,654                    | Ерджи                 | Синя вода      | 759                                | 15,660                    | Гьокче су             |
| Каменар        | 378                                | 21,196                    | Ташчи                 | Студенец       | 294                                | 12,714                    | Соуджак               |
| Крояч          | 125                                | 10,628                    | Хасан терзи           | Трапище        | 551                                | 16,471                    | Чукурово              |
| Ловско         | 562                                | 13,746                    | Шекере                | Тръбач         | 140                                | 7,361                     | Борозан               |
| Лозница        | 1857                               | 24,130                    | Кобадън               | Чудомир        | 302                                | 11,139                    | Кара иб               |

## Административно-териториални промени
- Указ № 192/обн. 21.04.1923 г. – преименува с. Чукур къшла (Теке) на с. Манастирци;
- МЗ № 2820/обн. 14.08.1934 г. – преименува с. Ютюклер на с. Гороцвет;

– преименува с. Ташчи на с. Каменар;
– преименува с. Чукурово на с. Трапище;
– преименува с. Борозан на с. Тръбач;
- МЗ № 3072/обн. 11.09.1934 г. – преименува с. Шекере на с. Ловско;
- МЗ № 3775/обн. 07.12.1934 г. – преименува с. Кара гьоз на с. Веселина;

– преименува с. Ерджи (Ержи) на с. Градина;
– преименува с. Хасан терзи на с. Крояч;
– преименува с. Кобадън на с. Лозница;
– преименува с. Теке махла на с. Манастирско;
– преименува с. Ендже на с. Новак;
– преименува с. Гьокче су на с. Синя вода;
– преименува с. Соуджак на с. Студенец;
– преименува с. Кара иб на с. Чудомир;
- Указ № 317/обн. 13.12.1955 г. – заличава с. Новак и го присъединява като квартал на с. Синя вода;
- Указ № 757/обн. 08.05.1971 г. – заличава с. Ловско и го присъединява като квартал на с. Лозница;
- Указ № 1942/обн. 17.09.1974 г. – признава с. Лозница за гр. Лозница;
- Указ № 409/обн. 27.03.1981 г. – преименува с. Дуран на с. Бели Лом;
- Указ № 3005/обн. 09.10.1987 г. – закрива Община Дралфа, Търговишки окръг и присъединява населените места включени в състава ѝ към община Лозница, област Разград;

– отделя селата Буйново, Мировец, Пресяк и Твърдинци и техните землища от бившата Община Макариополско, Търговищки окръг и ги присъединява към община Лозница, Област Разград;
- Указ № 250/обн. 22.08.1991 г. – отделя кв. Ловско от гр. Лозница и го възстановява като отделно населено място – с. Ловско;
- Указ № 55/обн. 30.03.2001 г. – отделя селата Буйново, Голямо Ново, Дралфа, Кошничари, Кръшно, Маково, Миладиновци, Мировец, Пресяк, Росина и Твърдинци и техните землища от община Лозница, област Разград и ги присъединява към община Търговище, област Търговище;
- Указ № 372/обн. 28 януари 2005 г. – отделя с. Островче и неговото землище от Община Лозница и го присъединява към община Разград.

## Население

### Етнически състав
Численост и дял на етническите групи според преброяването на населението през 2011 г., по населени места (подредени по численост на населението):
| Населено място | Численост | Численост | Численост | Численост | Численост | Численост           | Численост     | Населено място | Дял (в %) | Дял (в %) | Дял (в %) | Дял (в %) | Дял (в %)           | Дял (в %)     |
| Населено място | Общо      | Българи   | Турци     | Цигани    | Други     | Не се самоопределят | Не отговорили | Населено място | Българи   | Турци     | Цигани    | Други     | Не се самоопределят | Не отговорили |
| Общо           | 9265      | 2812      | 4440      | 59        | 190       | 164                 | 1600          | 100.00         | 30.35     | 47.92     | 0.64      | 2.05      | 1.77                | 17.27         |
| -------------- | --------- | --------- | --------- | --------- | --------- | ------------------- | ------------- | -------------- | --------- | --------- | --------- | --------- | ------------------- | ------------- |
| Лозница        | 2230      | 1258      | 542       |           | 112       |                     | 312           | Лозница        | 56.41     | 24.30     |           | 5.02      |                     | 13.99         |
| Веселина       | 917       |           | 838       | 3         |           | 21                  | 53            | Веселина       |           | 91.38     | 0.32      |           | 2.29                | 5.77          |
| Синя вода      | 844       | 227       | 303       | 4         | 10        | 5                   | 295           | Синя вода      | 26.89     | 35.90     | 0.47      | 1.18      | 0.59                | 34.95         |
| Бели Лом       | 747       | 3         | 719       | 0         | 0         | 0                   | 25            | Бели Лом       | 0.40      | 96.25     | 0.00      | 0.00      | 0.00                | 3.34          |
| Ловско         | 675       | 251       | 222       | 0         | 15        | 7                   | 180           | Ловско         | 37.18     | 32.88     | 0.00      | 2.22      | 1.03                | 26.66         |
| Трапище        | 585       | 139       | 266       | 32        |           |                     | 136           | Трапище        | 23.76     | 45.47     | 5.47      |           |                     | 23.24         |
| Сейдол         | 529       | 302       | 10        | 3         | 21        | 3                   | 190           | Сейдол         | 57.08     | 1.89      | 0.56      | 3.96      | 0.56                | 35.91         |
| Каменар        | 494       | 60        | 324       |           |           | 14                  | 94            | Каменар        | 12.14     | 65.58     |           |           | 2.83                | 19.02         |
| Гороцвет       | 408       | 115       | 273       |           |           | 0                   | 17            | Гороцвет       | 28.18     | 66.91     |           |           | 0.00                | 4.16          |
| Студенец       | 382       | 210       | 52        | 10        | 0         | 6                   | 104           | Студенец       | 54.97     | 13.61     | 2.61      | 0.00      | 1.57                | 27.22         |
| Чудомир        | 332       |           | 255       | 3         | 17        |                     | 37            | Чудомир        |           | 76.80     | 0.90      | 5.12      |                     | 11.14         |
| Градина        | 346       | 0         | 327       | 0         | 0         | 0                   | 19            | Градина        | 0.00      | 94.50     | 0.00      | 0.00      | 0.00                | 5.49          |
| Манастирци     | 288       | 105       | 3         | 0         | 0         | 97                  | 83            | Манастирци     | 36.45     | 1.04      | 0.00      | 0.00      | 33.68               | 28.81         |
| Тръбач         | 174       | 73        | 88        | 0         |           |                     | 12            | Тръбач         | 41.95     | 50.57     | 0.00      |           |                     | 6.89          |
| Манастирско    | 171       | 0         | 134       | 0         | 0         | 0                   | 37            | Манастирско    | 0.00      | 78.36     | 0.00      | 0.00      | 0.00                | 21.63         |
| Крояч          | 143       | 52        | 84        |           |           | 0                   | 6             | Крояч          | 36.36     | 58.74     |           |           | 0.00                | 4.19          |

### Вероизповедания
Численост и дял на населението по вероизповедание според преброяването на населението през 2011 г.:
|                     | Численост | Дял (в %) |
| Общо                | 9265      | 100.00    |
| Православие         | 1489      | 16.07     |
| Католицизъм         | 9         | 0.09      |
| Протестантство      | 3         | 0.03      |
| Ислям               | 5143      | 55.50     |
| Друго               | 5         | 0.05      |
| Нямат               | 126       | 1.35      |
| Не се самоопределят | 381       | 4.11      |
| Непоказано          | 2109      | 22.76     |

## Политика

### Общински съвет
Състав на общинския съвет, избиран на местните избори през годините:
| Партия, коалиция или инициативен комитет                                                                    | 2003    | 2007    | 2011    | 2015    | 2019    |
| Избирателна активност по време на изборите                                                                  | 65,84 % | 65,13 % | 70,51 % | 74,33 % | 65,82 % |
| Общ брой места                                                                                              | 17      | 17      | 17      | 17      | 17      |
| --- | ------- | ------- | ------- | ------- | ------- |
| Движение за права и свободи                                                                                 | 7       | 11      | 11      | 12      | 10      |
| ГЕРБ |         | 2       | 3       | 5       | 6       |
| Коалиция „Демократична България – обединение“ (Да, България!, Демократи за силна България, Зелено движение) |         |         |         |         | 1       |
| Българска социалистическа партия                                                                            |         |         | 1       |         |         |
| Ред, законност и справедливост                                                                              |         |         | 1       |         |         |
| Обединени земеделци                                                                                         |         |         | 1       |         |         |
| Новото време                                                                                                |         | 2       |         |         |         |
| Земеделски народен съюз                                                                                     |         | 2       |         |         |         |
| Национално движение за права и свободи                                                                      | 5       |         |         |         |         |
| Национално сдружение - Български земеделски народен съюз                                                    | 3       |         |         |         |         |
| Съюз на демократичните сили                                                                                 | 1       |         |         |         |         |
| ВМРО – Българско национално движение                                                                        | 1       |         |         |         |         |

### Кметства
Резултати от местните избори за кметове на кметства, според листата на излъчване:
| Партия, коалиция или инициативен комитет                                                                    | 2003 | 2007 | 2011 | 2015 | 2019 |
| Общ брой на кметствата                                                                                      | 14   | 15   | 11   | 15   | 11   |
| --- | ---- | ---- | ---- | ---- | ---- |
| Движение за права и свободи                                                                                 | 6    | 13   | 9    | 14   | 7    |
| ГЕРБ |      | 1    |      | 1    | 3    |
| Коалиция „Демократична България – обединение“ (Да, България!, Демократи за силна България, Зелено движение) |      |      |      |      | 1    |
| Партия на зелените                                                                                          |      |      | 1    |      |      |
| Инициативни комитети                                                                                        |      | 1    | 1    |      |      |
| Национално сдружение - Български земеделски народен съюз                                                    | 4    |      |      |      |      |
| Национално движение за права и свободи                                                                      | 3    |      |      |      |      |
| Съюз на демократичните сили                                                                                 | 1    |      |      |      |      |

## Читалища
В община Лозница има общо 16 читалища, чрез които основно се развива културна дейност в общината. Действащи от тях са 12, като останалите 5 не функционират поради силно намаления брой жители на населеното место и преобладаващо население в пенсионна възраст. Действащи читалища към момента има в гр. Лозница и в селата Ловско, Веселина, Сейдол, Манастирци, Синя вода, Каменар.
С най-широка дейност се отличава читалището в гр. Лозница, където е по-разнообразна и развита художествената самодейност, библиотечната дейност, има школа по народни инструменти, студия за народни танци и др.
От общинските най-добре работи читалището в с. Веселина, където действат 4 самодейни колективи: Фолклорна група за песни и 3 танцови групи. В село Ловско действат 2 самодейни колектива, в с. Сейдол също. От няколко години насам се активизираха читалищата в с. Синя вода, с. Каменар и с. Манастирци, където работят с по 1 самодеен колектив. В останалите читалища дейността е предимно културно-масова и библиотечна.
Всяко читалище разполага с читалищна библиотека, но книжният фонд се оценява като недостатъчен. Читалищата разполагат със самостоятелни сгради за дейност, но те са в много окаяно състояние. Покривите на всички се нуждаят от ремонт, имат определени течове, нуждаят се от вътрешно боядисване и ремонт на сцените. Читалищата по населените места не разполагат със студио и видео техника.

## Транспорт
През общината преминават частично 4 пътя от Републиканската пътна мрежа на България с обща дължина 53,6 km:
- участък от 11,7 km от Републикански път I-2 (от km 79,9 до km 91,6);
- участък от 14,3 km от Републикански път II-49 (от km 10,4 до km 24,7);
- участък от 15,6 km от Републикански път II-51 (от km 74,7 до km 90,3);
- последният участък от 12 km от Републикански път III-206 (от km 8,1 до km 20,1).

## Топографски карти
- Лист от карта K-35-17. Мащаб: 1 : 100 000.
- Лист от карта K-35-18. Мащаб: 1 : 100 000.